# Abbas El-Hasan
Abbas El-Hasan (* 1976 in Aleppo) ist ein Phytopathologe mit Schwerpunkt biologischer Pflanzenschutz, der am Institut für Phytomedizin der Universität Hohenheim, in Stuttgart tätig ist. Er leitet die Biological Control Gruppe am Fachgebiet Phytopathologie und gilt als einer der Pioniere auf dem Gebiet der biologischen Bekämpfung von Pflanzenkrankheiten.

## Leben und Wirken
Abbas El-Hasan erlangte im Jahr 1999 seinen Bachelor-Abschluss in Pflanzenschutz an der Agrarwissenschaftlichen Fakultät der Universität Aleppo. Er vertiefte seine akademische Laufbahn mit einem Diplom in Pflanzenschutz im Jahr 2000 durch seine Forschungsarbeit zur „Evaluation of the reactions of various durum wheat cultivars against black point disease caused by Fusarium, Helminthosporum and Alternaria species“. Anschließend lehrte er bis 2002 als Dozent im Bereich Pflanzenschutz an derselben Universität. In diesen Jahren absolvierte er zudem ein zweijähriges, praktisches Trainingsprogramm im Bereich Phytopathologie und Diagnostik von Pflanzenkrankheiten am International Center for Agricultural Research in the Dry Areas (ICARDA).
2008 promovierte El-Hasan an der Universität Hohenheim zum Doktor der Agrarwissenschaften. Seine Dissertation: Potential of Trichoderma harzianum Rifai and its secondary metabolites in controlling seedling blight of maize indited by Fusarium moniliforme Sheld, markierte ein wichtiges Forschungswerk in diesem Feld. Darüber hinaus war er als wissenschaftlicher Mitarbeiter im Fachgebiet Pflanzenschutz der Al-Furat-Universität tätig und arbeitete (2011–2012) als Gastwissenschaftler im Seed Health Laboratory des International Center for Agricultural Research in the Dry Areas (ICARDA).
El-Hasan erhielt 2013 ein zweijährigen Forschungsstipendium der Alexander von Humboldt-Stiftung am Institut für Phytomedizin der Universität Hohenheim. Seit 2015 leitet er die Arbeitsgruppe für biologische Bekämpfung am Fachgebiet Phytopathologie desselben Instituts.

## Berufliche Tätigkeiten
El-Hasan forscht zur Biokontrolle von Pflanzenpathogenen, wobei der Schwerpunkt auf der Entwicklung angewandter Ansätze auf der Grundlage aktiver Biokontrollmittel (BCAs, hauptsächlich Trichoderma spp.) und ihrer antimykotischen Sekundärmetaboliten liegt. Zu den gezielten Pflanzenpathogenen gehören Fusarium spp., Phytophthora infestans, Sclerotinia sclerotiorum, Phakopsora pachyrhizi und Venturia inaequalis.
Die Forschungsagenden konzentrieren sich dabei auf die folgenden Aspekte:
- Wechselwirkungen zwischen Trichoderma, Pflanze und Krankheitserregern
- Charakterisierung der Wirkweisen und des Wirkungsspektrums ausgewählter BCAs
- Nachweis, Isolierung und Strukturaufklärung der antimykotischen bioaktiven natürlichen Moleküle
- Entwicklung biologischer Präparate zur biologischen Bekämpfung von Pflanzenpathogenen
- Mikrobielle Entgiftung von Fusarium-Mykotoxinen
- Erforschung des Potenzials von ausgewählten BCAs und/oder deren Sekundärmetaboliten zur Aktivierung von Abwehrmechanismen in Pflanzen (z. B. Priming und Phytoalexinbildung) unter Einsatz von Pflanzenzellkulturen.

## Publikationen (Auswahl)
- mit F. Walker, J. Schöne, Heinrich Buchenauer (2007): Antagonistic effect of 6-pentyl-alpha-pyrone produced by Trichoderma harzianum toward Fusarium moniliforme. Journal of Plant Diseases and Protection 114 (2): 62-68.
- mit F. Walker, H, Buchenauer (2008): Trichoderma harzianum and its metabolite 6-pentyl-alpha-pyrone suppress fusaric acid produced by Fusarium moniliforme. Journal of Phytopathology, 156 (2): 79-87.
- mit F. Walker, J. Schöne, H, Buchenauer (2009): Detection of viridiofungin A and other antifungal metabolites excreted by Trichoderma harzianum active against different plant pathogens. European Journal of Plant Pathology 124:457–470.
- mit H. Buchenauer (2009): Actions of 6-Pentyl-alpha-pyrone in controlling seedling blight incited by Fusarium moniliforme and inducing defence responses in maize. Journal of Phytopathology, 157: 697–707.
- mit J. Schöne, B. Höglinge, F. Walker, Ralf T. Vögele (2018) Assessment of the antifungal activity of selected biocontrol agents and their secondary metabolites against Fusarium graminearum. Eur J Plant Pathol 150: 91-103.
- B. Hosseini, A. El-Hasan, T. Link, R. T. Voegele (2020) Analysis of the species spectrum of the Diaporthe/Phomopsis complex in European soybean seeds. Mycol Progress 19, 455–469. doi.org/10.1007/s11557-020-01570-y
- S. Windisch, A. Walter, N. Moradtalab, F. Walker, B. Höglinger, A. El-Hasan, U. Ludewig, G. Neumann, R. Grosch, Role of Benzoic Acid and Lettucenin A in the Defense Response of Lettuce against Soil-Borne Pathogens. Plants 2021, 10, 2336.
- mit F. Walker, I. Klaiber, J. Schöne, J. Pfannstiel, R. T. Voegele, New Approaches to Manage Asian Soybean Rust (Phakopsora pachyrhizi) Using Trichoderma spp. or Their Antifungal Secondary Metabolites. Metabolites 2022, 12, 507.
- mit G. Ngatia, T. I. Link, R. T. Voegele, Isolation, Identification, and Biocontrol Potential of Root Fungal Endophytes Associated with Solanaceous Plants against Potato Late Blight (Phytophthora infestans). Plants 2022, 11, 1605.
- T. Weinand, A. El-Hasan, F. Asch Role of Bacillus spp. Plant Growth Promoting Properties in Mitigating Biotic and Abiotic Stresses in Lowland Rice (Oryza sativa L.). Microorganisms 2023, 11, 2327.
- M. E. G. Rieker, M. A. Lutz, A. El-Hasan, S. Thomas, R. T. Voegele, Hyperspectral Imaging and Selected Biological Control Agents for the Management of Fusarium Head Blight in Spring Wheat. Plants 2023, 12, 3534.
- C. A. Okoro, A. El-Hasan, R. T. Voegele, Integrating Biological Control Agents for Enhanced Management of Apple Scab (Venturia inaequalis): Insights, Risks, Challenges, and Prospects. Agrochemicals 2024, 3, 118-146